# 강철구 (정치인)
강철구(미상 ~ )는 조선민주주의인민공화국의 정치인이다. 내각 선박공업상 겸 조선로동당 중앙위원회 후보위원이다.

## 경력
2019년 새로 신설된 내각 조선민주주의인민공화국 선박공업성의 선박공업상에 올랐다. 2019년 4월, 조선로동당 제7기 제4차 전원회의에서 조선로동당 중앙위원회 후보위원으로 선출되었다.

## 최고인민회의 대의원
2019년 3월 최고인민회의 제521호 풍어선거구 제14기 대의원으로 선출되었다.